# Carlos Takam
Carlos Takam (født 6. december 1980) er en camerounsk-fransk professionel bokser, der konkurrerer i sværvægts-klassen.
Han repræsenterede Cameroun under Sommer-OL 2004 i Athen, hvor han blev slået ud i første runde.
Den 18. januar 2014 fik han sin HBO debut mod Mike Perez i Bell Center i Montreal. Takam og Perez fik en uafgjort. Kampen blev vist på HBO på Jean Pascal vs. Lucian Butes undercard.
Den 28. oktober 2017 udfordrede han engelske Anthony Joshua i Cardiff i Wales om WBA, WBO og IBF-verdensmesterskabet, hvor han efter en solid indsats tabte på teknisk knockout i 10. omgang.